# Озера Чорногори

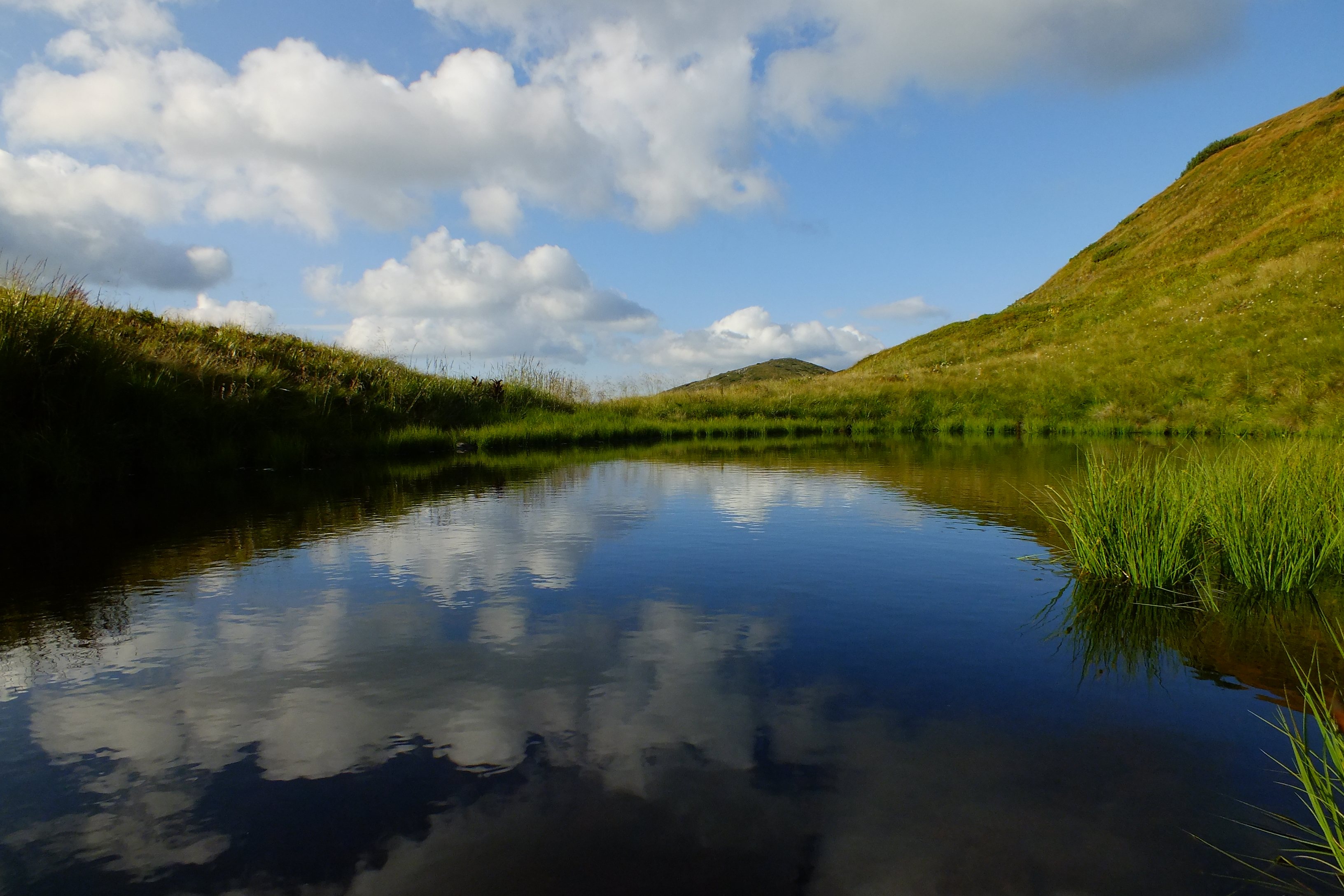
Чорногірський масив — безіменне озерце групи Озірки в Рахівському районі Закарпатської області

́Озе́ра Чорного́ри — природні водойми льодовикового походження, розміщені у межах Чорногірського хребта в Українських Карпатах.
Загалом на теренах масиву Чорногори розташовані декілька десятків невеликих карових озер та озерець, які є унікальними прикладами високогірних льодовикових водойм на території України.

## Розташування і загальна характеристика
Усі ці водойми розташовані у помірно холодній (1250—1500 м над рівнем моря) та холодній (1500—2000 м над рівнем моря кліматичних зонах, що характеризуються зміною середніх температур липня +12˚С до 8-9 ˚С, а січня від -10 ˚С до-12 ˚С. Унаслідок географічних і кліматичних умов, у тому числі через промерзання узимку, в озерах та озерцях Чорногірського хребта не водиться риба. Із земноводних у цих водоймах трапляються жаба прудка, тритон карпатський (Triturus montandoni) і тритон альпійський (Triturus alpestris), які занесені до Червоної Книги України та перебувають під охороною Бернської конвенції . Також в озерах і озерцях Чорногори зафіксовані 12 видів гіллястовусих ракоподібних, найпоширенішим з яких є Chydorus sphaericus. Серед інших виділяється реліктовий вид Daphnia obtuse, який зберігся у Карпатах з часів льодовикового періоду .
У наші дні на природні комплекси озер та озерець Чорногори суттєво впливають глобальні зміни клімату, котрі знайшли вираження, зокрема, у «цвітінні» води озера Несамовитого. За даними спостережень метеостанції Пожежевська, розташованої на Чорногорі на висоті 1451 м над рівнем моря, із 1962 до 2010 р. середня температура повітря зросла з 2,7 ˚С до 3,1 ˚С, тобто на 0,4 ˚С. Річна кількість опадів у 1962—1991 рр. становила 1405,5 мм, у 1992—2010 рр. — на 84,4 мм, тобто на 5,8 %, більше.
Загалом відбувається постійне природне заростання цих водойм, утворення на місці їх зарослих частин органогенних ґрунтів. Поступово озера та озерця Чорногори еволюціонують у верхові болота.
«У загальних рисах сукцесійні зміни, що спостерігаються при заростанні високогірних озер, можна описати так: від початку процесу заростання у прибережній зоні формується пояс переважно з C. Rostrata, C. Vesicaria, а іноді йому передує пояс, утворений C. Lacustris. У міру накопичення торфу посилюється фітоценотична роль мохів із родів Drepanocladus, Calliergon та Ptilidium, які поступово заміщуються сфагнами».

## Класифікація
Озерами Чорногори прийнято вважати тільки шість найбільших водойм: Бребенескул, Брескул, Верхнє Озірне, Марічейка, Несамовите, Нижнє Озірне.
Озерця — водойми з тривалим еволюційним існуванням, чітко сформованим озерним ложем, береговою лінією, яка заростає переважно амфібіонтною, а не лучною рослинністю, і площею плеса 0,0001-0,08 га. Озерця пересихають тільки у найпосушливіші роки.
З групи озерець виділяють власне озерця' і болотні озерця. Для останніх характерні невеликі розміри плеса — від кількох до кількох десятків метрів, заболочені більш, ніж на половину.

### Озера Чорногори
| Назва водойми | Розташування                      | Географічні координати | Висота над рівнем моря | Площа плеса (га) | Макс. глибина (м) | Зображення |
| Бребенескул   | Закарпатська, Рахівський          | N48.10167, E24.56228   | 1793                   | 0,61             | 3,2               |            |
| Несамовите    | Івано-Франківська, Надвірнянський | N48.12694, E24.53017   | 1748                   | 0,3              | 1,8               |            |
| Марічейка     | Івано-Франківська, Верховинський  | N48.03253, E24.66067   | 1514                   | 0,48             | 1,1               |            |
| Верхнє Озірне | Закарпатська, Рахівський          | N48.13194, E24.52211   | 1637                   | 0,24             | 3,2               |            |
| Нижнє Озірне  | Закарпатська, Рахівський          | N48.13375, E24.51583   | 1507                   | 0,09             | 2                 |            |
| Брескул       | Закарпатська, Рахівський          | N48.95194, E24.50375   | 1739                   | 0,038            | 1,4               |            |

### Озерця Чорногори
| Назва водойми                 | Розташування                      | Географічні координати | Висота над рівнем моря | Площа плеса (га) | Макс. глибина (м) | Зображення |
| Кисле                         | Закарпатська, Рахівський          | N48.13644, E24.52275   | 1643                   | 0,038            | 1,4               |            |
| Бреспо                        | Закарпатська, Рахівський          | N48.14372, E24.51558   | 1627                   | 0,045            | 0,4               |            |
| Бутинець                      | Закарпатська, Рахівський          | Дані відсутні          | 1460                   | 0,028            | 0,4               |            |
| Рудишина (Данціж)             | Івано-Франківська, Надвірнянський | Дані відсутні          | 1700                   | 0,059            | 0,8               |            |
| Веснянки                      | Івано-Франківська, Верховинський  | N48.12089, E24.56675   | 1632                   | 0,039            | 0,3               |            |
| Чугайстрів                    | Івано-Франківська, Верховинський  | N48.11144, E24.56761   | 1694                   | 0,041            | 0,4               |            |
| Гаджинка                      | Івано-Франківська, Верховинський  | N48.1105, E24.56994    | 1684                   | 0,012            | 0,4               |            |
| Заховане                      | Івано-Франківська, Верховинський  | N48.11067, E24.57036   | 1681                   | 0,035            | 0,4               |            |
| Плоске                        | Івано-Франківська, Верховинський  | N48.11244, E24.57017   | 1632                   | 0,06             | 0,2               |            |
| Жерепове                      | Івано-Франківська, Верховинський  | N48.11233, E24.57103   | 1636                   | Дані відсутні    | 0,4               |            |
| Невидимка                     | Івано-Франківська, Верховинський  | N48.11244, E24.57017   | Дані відсутні          | Дані відсутні    | Дані відсутні     |            |
| Холодне                       | Івано-Франківська, Верховинський  | N48.11219, E24.57119   | 1636                   | 0,033            | 0,5               |            |
| Ведмеже                       | Закарпатська, Рахівський          | N48.09222, E24.55592   | 1749                   | 0,067            | 0,8               |            |
| Ведмедиці (Малий Бребенескул) | Закарпатська, Рахівський          | N48.09967, E24.55422   | 1873                   | 0,028            | 0,4               |            |
| Туманне                       | Івано-Франківська, Верховинський  | N48.07844, E24.61628   | 1549                   | 0,09             | 0,7               |            |
| Нявчин Перстень               | Івано-Франківська, Верховинський  | N48.06408, E24.62742   | 1649                   | 0,026            | 0,2               |            |
| Хвощове                       | Івано-Франківська, Верховинський  | N48.06786, E24.63586   | 1814                   | 0,024            | 0,9               |            |

Окрім вищеперелічених Чорногірський масив має десятки безіменних і малодосліджених озерець та болітних озерець.

## Екологічний стан
Водойми Чорногори зазнають прямого впливу діяльності людини.
Ті з них що розташовані поблизу туристичних маршрутів та наметових стоянок забруднюються побутовими відходами, продуктами харчування, іншими наслідками рекреаційної діяльності, зокрема помітно витоптування берегів і донного ложа, що в комплексі призводить до порушення природних процесів водойм.
Озерця що розташовані на відкритих ділянках альпійських луків подалі від туристичних маршрутів потерпають від випасу свійської худоби, сліди якої довгий час зберігаються на берегах та дні водойм. Найбільш захищеними від негативних впливів діяльності людини є важкодоступні озерця, заховані в заростях чагарників сосни гірської.
Непрямий антропогенний вплив на водойми Чорногори відбувається через зміни кліматичного режиму та хімічного складу атмосферних опадів.